# Bring on the Night
Bring on the Night é o primeiro álbum ao vivo do cantor Sting, lançado em 1986.
O álbum venceu um Grammy Award na categoria "Best Male Pop Vocal Performance".
| Críticas profissionais                                                      | Críticas profissionais |
| Avaliações da crítica                                                       | Avaliações da crítica  |
| Fonte                                                                       | Avaliação              |
| --------------------------------------------------------------------------- | ---------------------- |
| allmusic                                                                    | [ 3 ]                  |
| Rolling Stone                                                               | (sem nota)             |
| Esta tabela precisa de ser acompanhada por texto em prosa. Consulte o guia. |                        |

## Faixas[1]
Todas as faixas por Sting, exceto onde anotado.
Disco 1
1. "Bring on the Night/When the World Is Running Down You Make the Best of What's Still Around" – 11:41
2. "Consider Me Gone" – 4:53
3. "Low Life" – 4:03
4. "We Work the Black Seam" – 6:55
5. "Driven to Tears" – 6:59
6. "Dream of the Blue Turtles/Demolition Man" – 6:08

Disco 2
1. "One World (Not Three)/Love Is the Seventh Wave" – 11:10
2. "Moon Over Bourbon Street" – 4:19
3. "I Burn for You" – 5:38
4. "Another Day" – 4:41
5. "Children's Crusade" – 5:22
6. "Down So Long" (Alex Atkins, J. B. Lenoir) – 4:54
7. "Tea in the Sahara" – 6:25